# 马克·鲁尔克
马克·鲁尔克（英語：Mark Rourke，1968年10月5日—），加拿大男子跳水运动员。他曾代表加拿大参加1990年英联邦运动会跳水比赛，获得一枚银牌。他也曾参加1984年和1992年夏季奥林匹克运动会。